# フランス・モロッコ条約
1631年フランス・モロッコ条約（1631ねんフランス・モロッコじょうやく、英語: Franco-Moroccan Treaty of 1631）は1631年、フランス王国とモロッコの間で締結された条約。
サレからの海賊の問題で度重なる議論が行われた後、イザーク・ド・ラジイ提督がフランス側の交渉役についた。1630年にサレとの交渉に入った後、ラジイはモロッコからフランス人奴隷を購入した。彼は翌1631年に再びモロッコを訪れ、フランス・モロッコ間の条約交渉に参加した。
条約により、フランスは関税引き下げ、領事館設立、フランス人の信仰の自由などのカピチュレーションを与えられた。1632年、フランス王ルイ13世が条約を批准した。